# Viktor Madarász
Madarász Viktor (Csetnek, 14 décembre 1830 - Budapest, 10 janvier 1917) était un peintre romantique hongrois.
Il fut soldat et puis lieutenant dans la guerre de l'indépendance contre les Habsbourg (1848-1849). Il s'exila plus tard et étudia à Vienne et avec Léon Cogniet à Paris. Membre de la famille Madarász.
Dans « Le second rang du collier », deuxième tome des mémoires de Judith Gautier, l’autrice relate comment Viktor Madarász est venu rendre visite à son père (à son domicile de Neuilly sur Seine), Théophile Gautier, pour lui demander son soutien à l’occasion du Salon où trois de ses tableaux avaient été acceptés, dont « La mort de Ladislas Hunyady, ban de Croatie ». Viktor devint un familier de la famille Gautier.

## Galerie

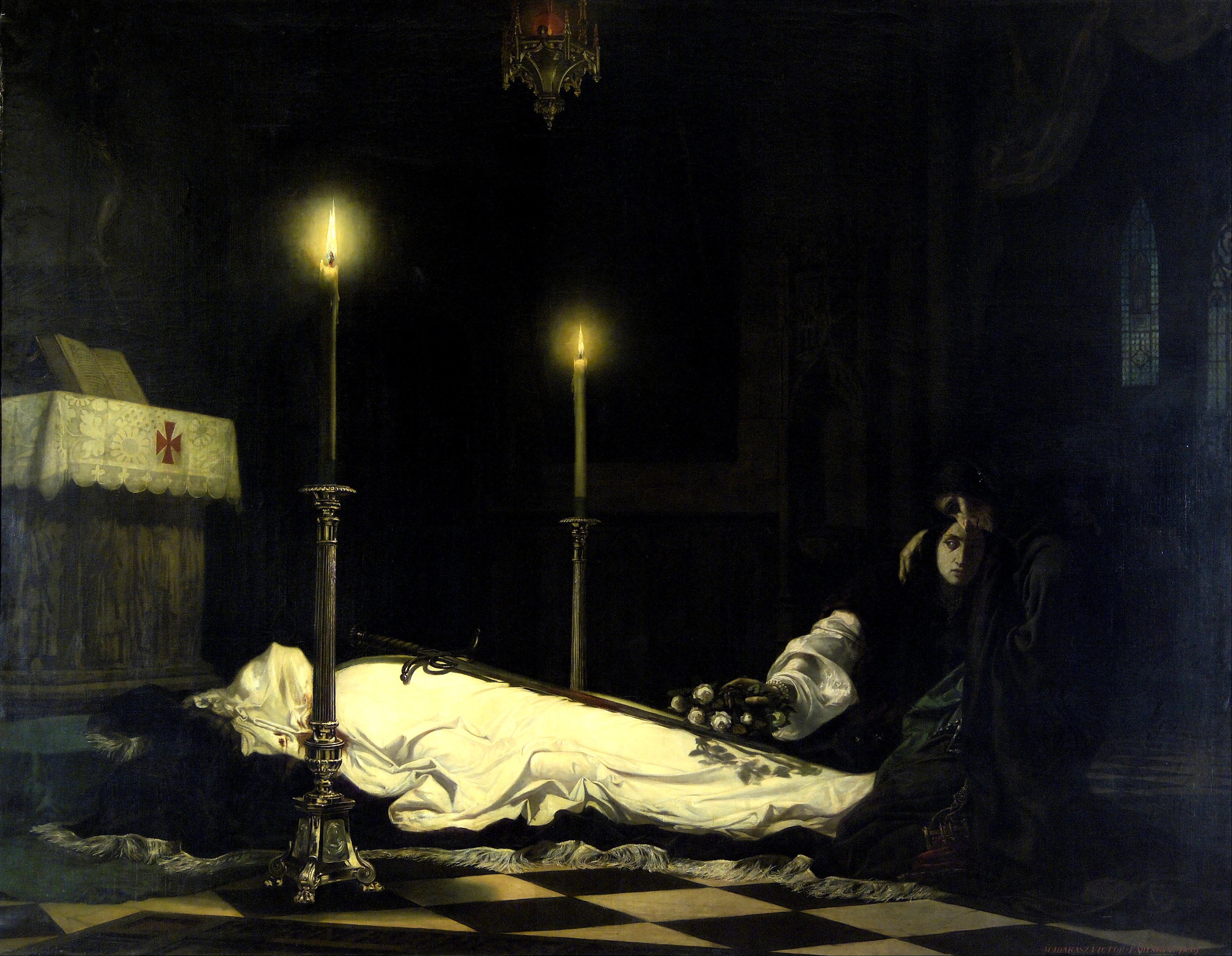
Hunyadi László a ravatalon (1859), Le deuil de Ladislas Hunyadi avec sa mère Erzsébet Szilágyi
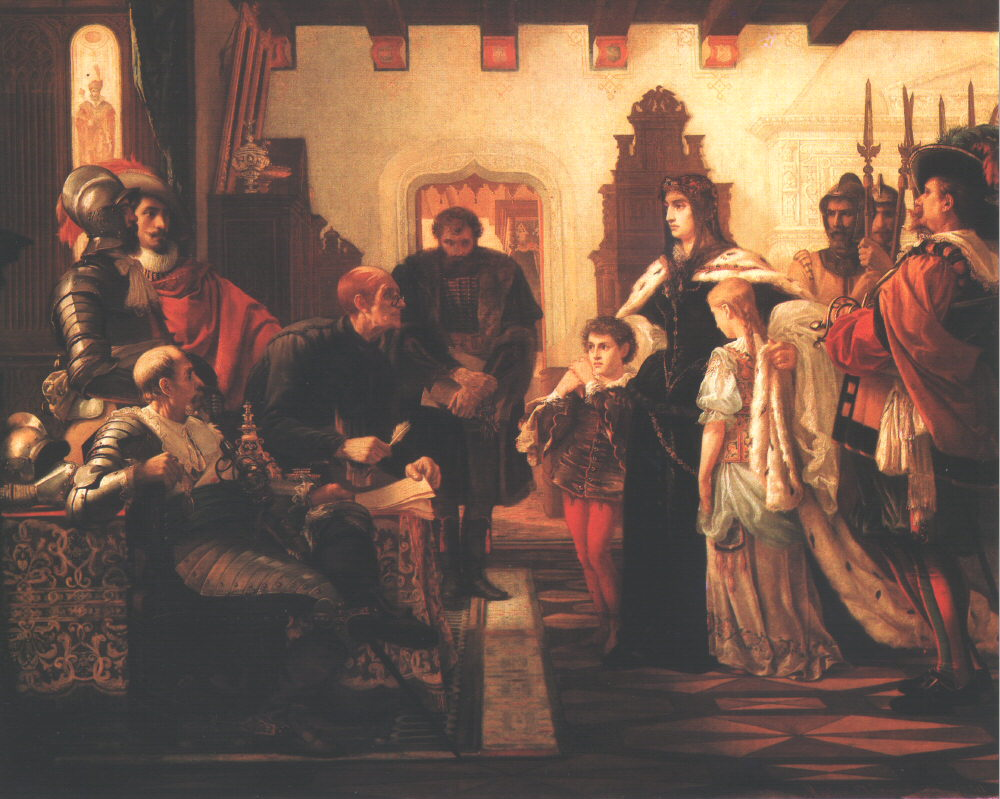
Zrínyi Ilona Munkács várában (1859)
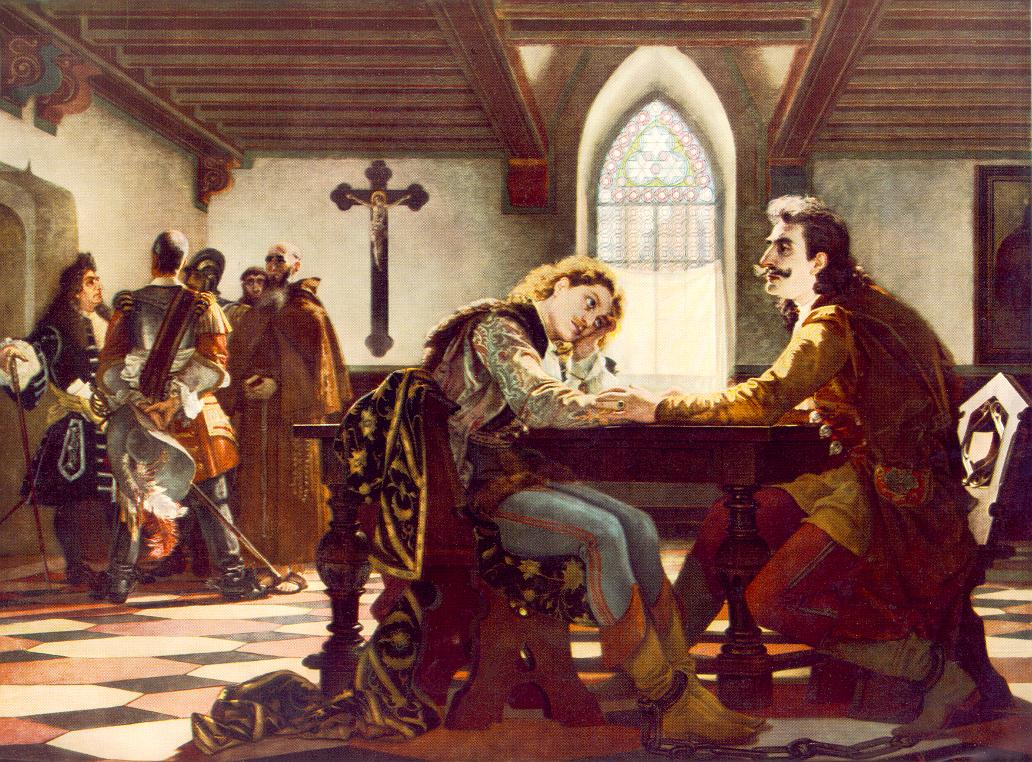
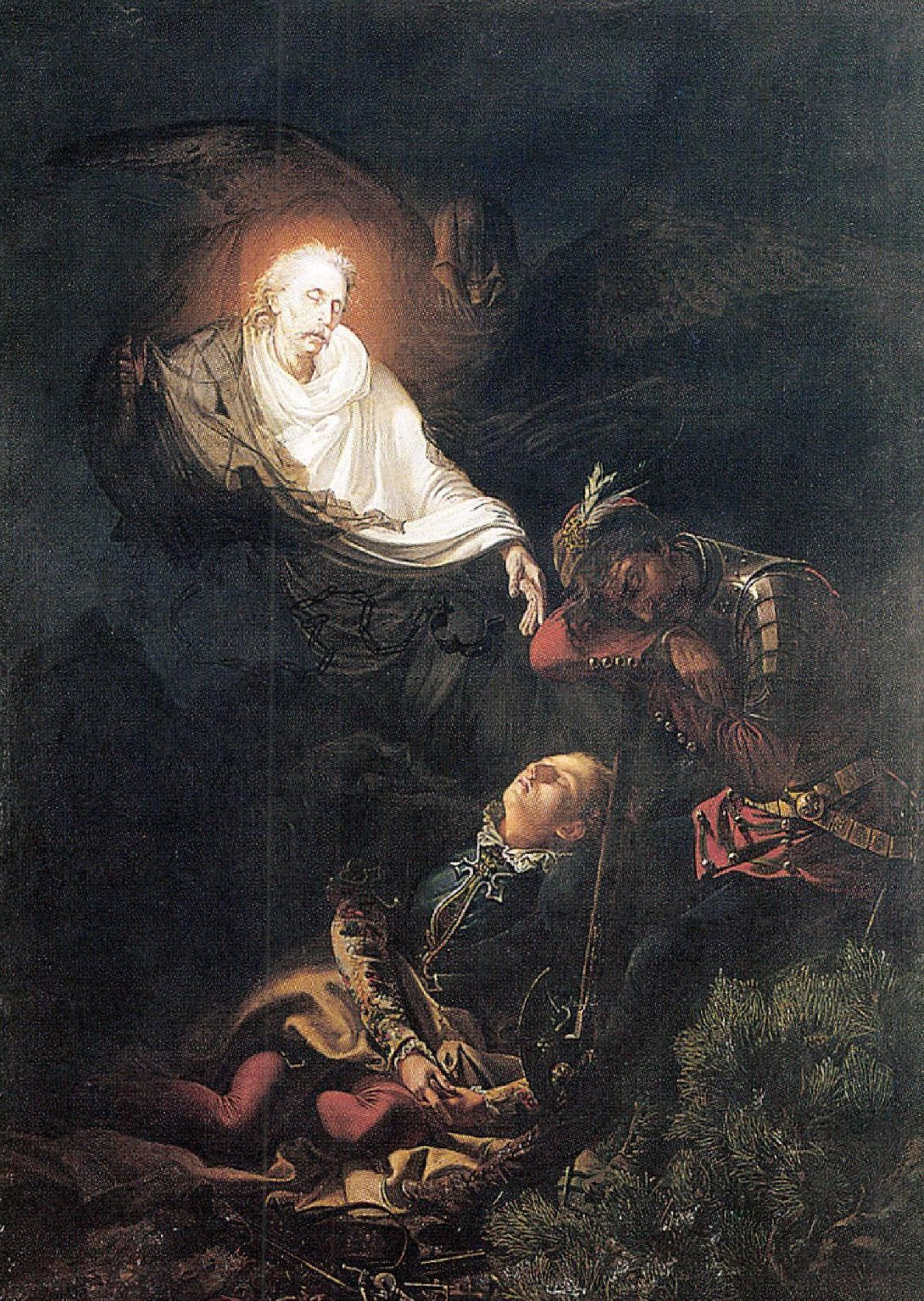
Le rêve de l'exil (1856)
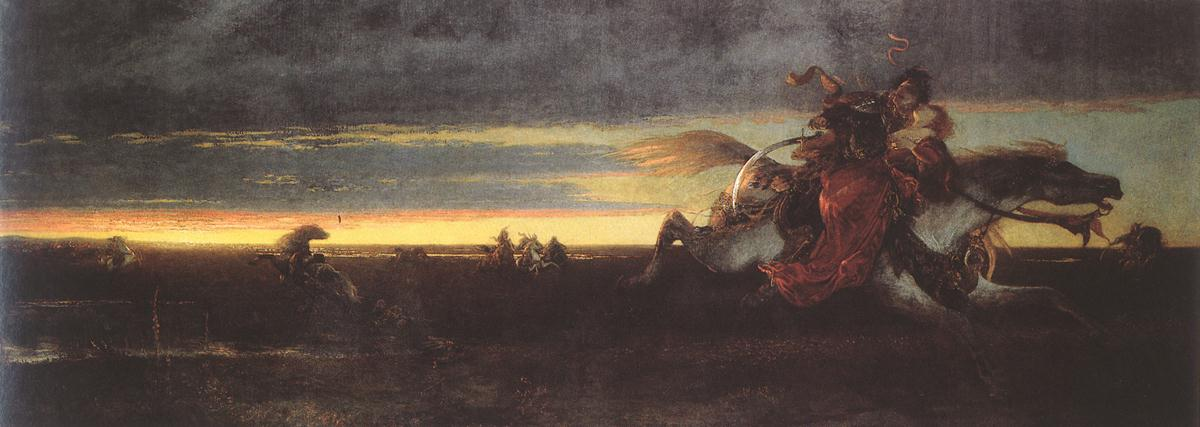
Dobozi et son épouse (1868)
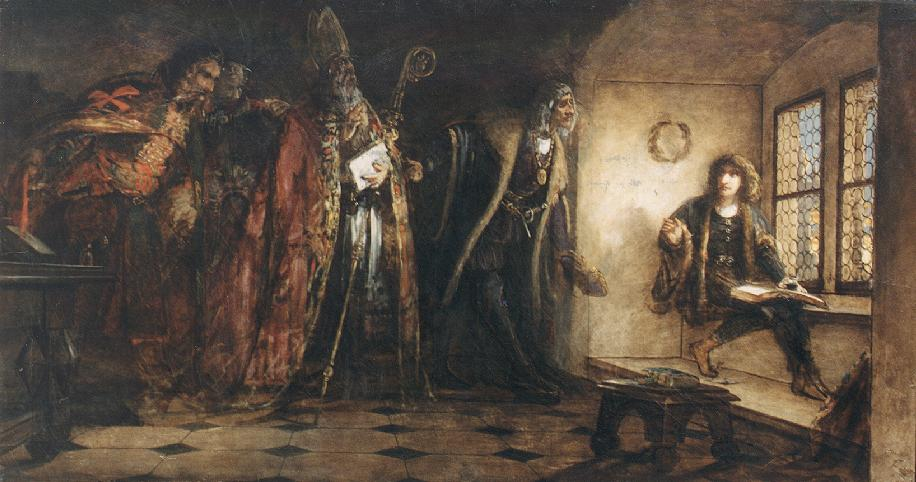
Le roi tchèque Podjebrad présente à Matthias les délégués hongrois (1873)
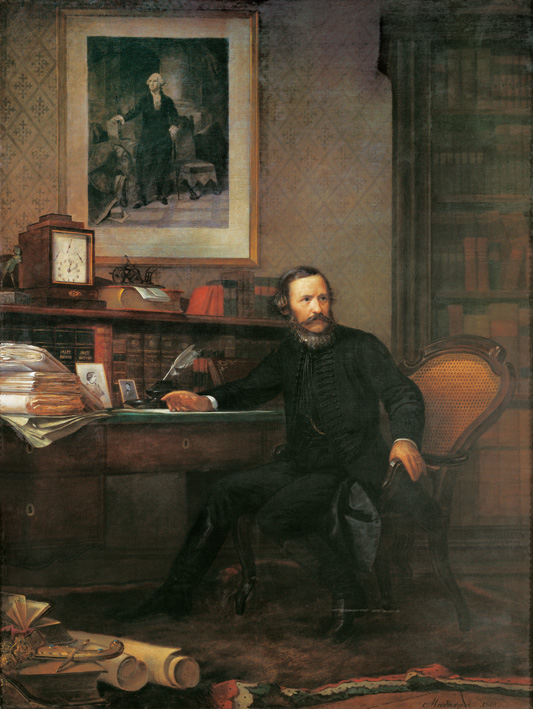
József Eötvös (1874)
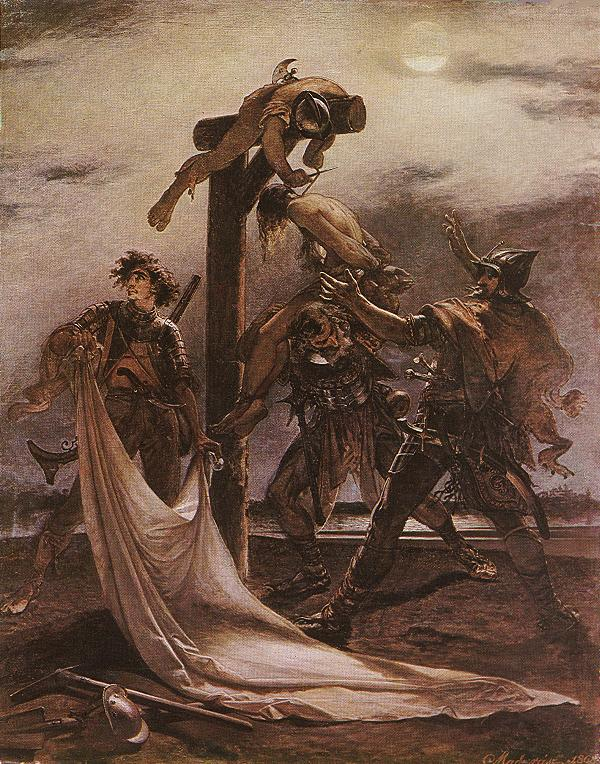
Dózsa's People